# Rakamaz
Rakamaz  este un oraș în districtul Nyíregyház, județul Szabolcs-Szatmár-Bereg, Ungaria, având o populație de 4.786 de locuitori (2011). 

## Demografie
Componența etnică a orașului Rakamaz
     Maghiari (91,84%)
     Romi (4,88%)
     Germani (3,1%)
     Necunoscut (0,18%)
     Alții (0,18%)
Componența confesională a orașului Rakamaz
     Romano-catolici (51,67%)
     Reformați (7,86%)
     Greco-catolici (7,58%)
     Fără religie (7,17%)
     Necunoscută (25,24%)
     Alte religii (2,09%)
Conform recensământului din 2011, orașul Rakamaz avea 4.786 de locuitori. Din punct de vedere etnic, majoritatea locuitorilor (91,84%) erau maghiari, existând și minorități de romi (4,88%) și germani (3,1%). Apartenența etnică nu este cunoscută în cazul a 0,18% din locuitori.  Din punct de vedere confesional, majoritatea locuitorilor (51,67%) erau romano-catolici, existând și minorități de reformați (7,86%), greco-catolici (7,58%) și persoane fără religie (7,17%). Pentru 25,24% din locuitori nu este cunoscută apartenența confesională.